# Nicolae Suruceanu
Nicolae Suruceanu (n. 1890, Suruceni, ținutul Chișinău, gubernia Basarabia, Imperiul Rus – d. 1968/1969, București) a fost un deputat din Sfatul Țării, organismul care a exercitat puterea legislativă în Republica Democratică Moldovenească, în perioada 21 noiembrie 1917 - 27 noiembrie 1918.

## Biografie
Nicolae Suruceanu s-a născut în 1890 în localitatea Suruceni din județul Lăpușna. A absolivit școala militară, devenind ofițer inferior. Ulterior, a studiat și dreptul.
În anul 1940 s-a refugiat în România (probabil la Iași), a revenit la Chișinău în 1941, urmând să se refugieze din nou pe teritoriul românesc în anul 1944, la București. A murit în anul 1968 sau 1969 la București, fiind înmormântat la cimitirul mănăstirii Cernica.

## Activitate politică
La începutul lunii aprilie 1917, s-a ținut o ședință a delegaților moldoveni de la toate unitățile militare din garnizoana Odesa, împreună cu marinarii și studenții moldoveni din localitate. În urma acestei ședințe s-a ales un comitet executiv al P.N.M., secția Odesa, sub președinția căpitanului Emilian Catelli. Comitetul era compus din 18 membri, printre care și Nicolae Suruceanu.
La 19 mai, Comitetul Ostășesc din Odesa deleagă mai mulți ofițeri printre care și pe N. Suruceanu, cu responsabilitatea de a-i organiza pe ostașii moldoveni în campanii separate sub comanda unui ofițer moldovean.
La 5 iulie 1917, Suruceanu primește următorul certificat: „Praporșcicului Suruceanu i se permite, pentru formarea de secțiuni mobile, să facă alegere de soldați din reg. 41 de rezervă, dintre cei născuți în Basarabia, răniți cel puțin de două ori...”
La 20 octombrie este propus deputat pentru Sfatul Țării din partea C.C. Executiv al militarilor moldoveni din Chișinău.
În noaptea dinspre 7 spre 8 ianuarie 1918 a făcut parte din grupul secret al lui I. Pelvian, care a plecat la Iași pentru a grăbi ajutorul român, iar la 12 ianuarie a fost în grupul condus de Ion Inculeț, care a plecat la Călărași pentru a întâmpina armata română.
În cadrul Sfatului Țării a fost deputat în perioada 21 noiembrie 1917 - 27 noiembrie 1918 și membru în consiliile: constituțională, administrativă, de declarații și statute.
Pe 27 martie 1918 a votat pentru unirea Basarabiei cu România.